# Mariusz Zasada (piłkarz)
Mariusz Zasada (ur. 8 września 1982 w Łodzi) – polski piłkarz występujący na pozycji pomocnika. Jest wychowankiem Chojeńskiego Klubu Sportowego Łódź. Od sezonu 2010/2011 jako zawodnik Polonii Warszawa, przebywał na wypożyczeniu do Górnika Łęczna. Po rozwiązaniu kontraktu z Polonią, od 2011 roku do 2015 grał w drużynie Miedzi Legnica.